# Liste gotischer Bauwerke in Österreich
Die Liste der gotischen Bauwerke in Österreich soll einen möglichst vollständigen Überblick über Bauwerke der Gotik in Österreich geben. Angeführt werden auch Bauwerke, die nicht rein gotisch sind, sondern beispielsweise später im Barock Umbauten erfuhren, oder von welchen nur Teile (zum Beispiel der Chor) im Stil der Gotik erbaut wurden. Die Liste ist nach Bundesländern geordnet.
Werke der Gotik, die nicht als Bauwerke zu klassifizieren sind, werden in diese Liste nicht aufgenommen (zum Beispiel Skulpturen, Flügelaltäre etc.).

## Burgenland

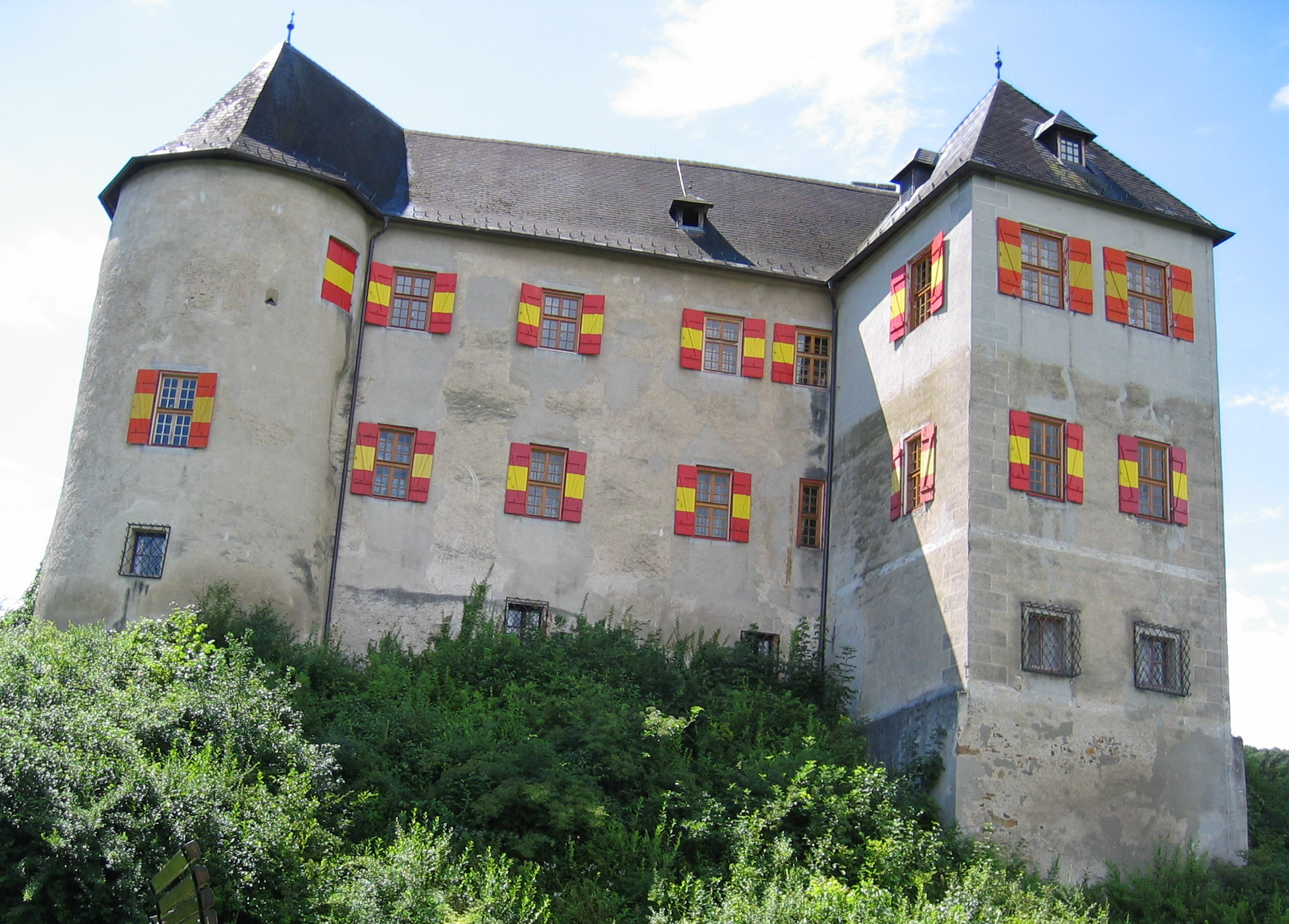
Burg Lockenhaus

- Burg Lockenhaus mit bemerkenswertem Rittersaal (um 1230) und Kapelle mit Freskenresten (älteste des Burgenlands, um 1230); im 16. und 17. Jahrhundert ausgebaut.

## Kärnten
- Dominikanerkirche in Friesach, 1251–1255, Basilika mit langem Chor; Kloster 1217 gegründet, gilt als ältestes Dominikanerkloster im deutschen Sprachraum.
- Dom- und Stadtpfarrkirche St. Andrä in St. Andrä im Lavanttal, urkundlich bereits im 9. Jahrhundert erwähnt. Pseudobasilika, romanisch und gotisch, bedeutender Freskenschmuck aus gotischer Zeit
- Geteilte Kirche am Kreuzbichl, nahe Gmünd in Kärnten.
- Wallfahrtskirche Maria Saal, Basilika
- Filialkirche St. Margarethen ob Köttmannsdorf, 1204 erstmals erwähnt, gotisches Presbyterium.

## Niederösterreich

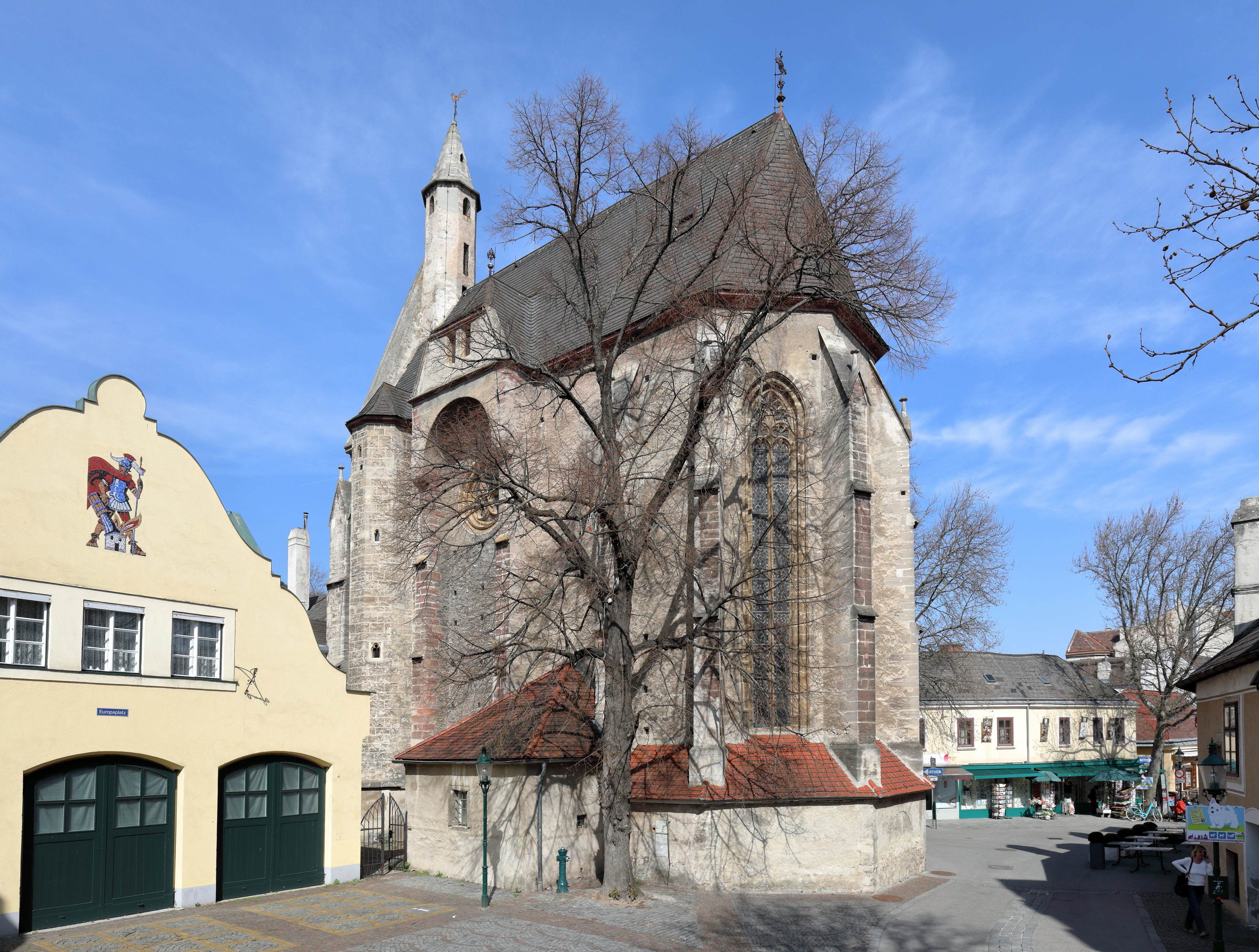
Spitalkirche in Mödling

- Burg Heidenreichstein, größte und besterhaltene Wasserburg Niederösterreichs, in mehreren Bauphasen (12. bis 16. Jahrhundert)
- Stift Heiligenkreuz, Zisterzienserstift, gestiftet 1133, romanische Basilika mit gotischem Hallenchor (13. Jahrhundert); später barockisiert
- Capella Speciosa in Klosterneuburg, 1222 geweiht, nicht erhalten; wird mitunter als ältestes gotisches Bauwerk Österreichs bezeichnet, 1799 abgerissen, teilweise in der Franzensburg in Laxenburg weiterverwertet
- Krems:
  - Dominikanerkirche, um 1265 fertiggestellt, Basilika mit langem Chor (Chor 1. Viertel des 14. Jahrhunderts); später Knopffabrik, Getreidespeicher, Theater, Kino, Feuerwehrdepot, heute Weinstadtmuseum.
  - Gozzoburg, einer der ältesten erhaltenen gotischen Profanbauten Österreichs.
- Stift Lilienfeld, Zisterzienserstift, 1202 gestiftet, spätromanisch-frühgotische Pfeilerbasilika, der bis 1230 von burgundischen Meistern erstellte Chor wird oft als ältestes gotisches Bauwerk in Österreich genannt; später barockisiert
- Pfarr- und Wallfahrtskirche Maria-Anzbach (dreischiffiger vierjöchiger Staffelbau aus der 2. Hälfte des 15. Jahrhunderts) mit Martinikapelle (um 1400).
- Mödling
  - Othmarkirche, spätgotische Hallenkirche
  - Spitalskirche, 1443–1453
- Wehrturm Palterndorf, einziger gotischer Wohnturm Österreichs nördlich der Donau
- Pfarrkirche St. Anna in Pöggstall, ehemalige Schlosskirche
- Filialkirche St. Anna im Felde in Pöggstall, ehemalige Pfarrkirche, gegründet 1145/1150, asymmetrisch zweischiffig mit flacher Holzdecke aber gewölbtem Chor
- Pfarrkirche St. Peter in der Au, spätgotische Hallenkirche, Wehrkirche
- Pfarrkirche Schönbach (Niederösterreich) im Waldviertel, Hallenkirche mit asymmetrischen Seitenschiffsjochen, drei spätgotischen Flügelaltäre
- Pfarrkirche Weistrach, Hallenkirche, Schlingrippengewölbe aus dem ersten Viertel des 16. Jahrhunderts im Langhaus, Viertelkreiskassettengewölbe im Chor
- Stadtpfarrkirche St. Magdalena in Scheibbs, Hallenkirche
- Pfarrkirche Imbach, Senftenberg (Niederösterreich), 1285 geweiht, wohl älteste erhaltene zweischiffige gotische Hallenkirche im deutschen Sprachraum[1]
- Pfarrkirche hl. Michael, Steinakirchen am Forst, Hallenkirche
- Stift Zwettl, Zisterzienserstift, gestiftet 1138, 1159 Weihe einer ersten romanischen Stiftskirche, 1490 Fertigstellung der gotischen Stiftskirche; später umfassend barockisiert
- Schlosskapelle St. Georg (Droß), ursprünglich vermutlich frei stehender Bau aus der ersten Hälfte des 12. Jahrhunderts

## Oberösterreich

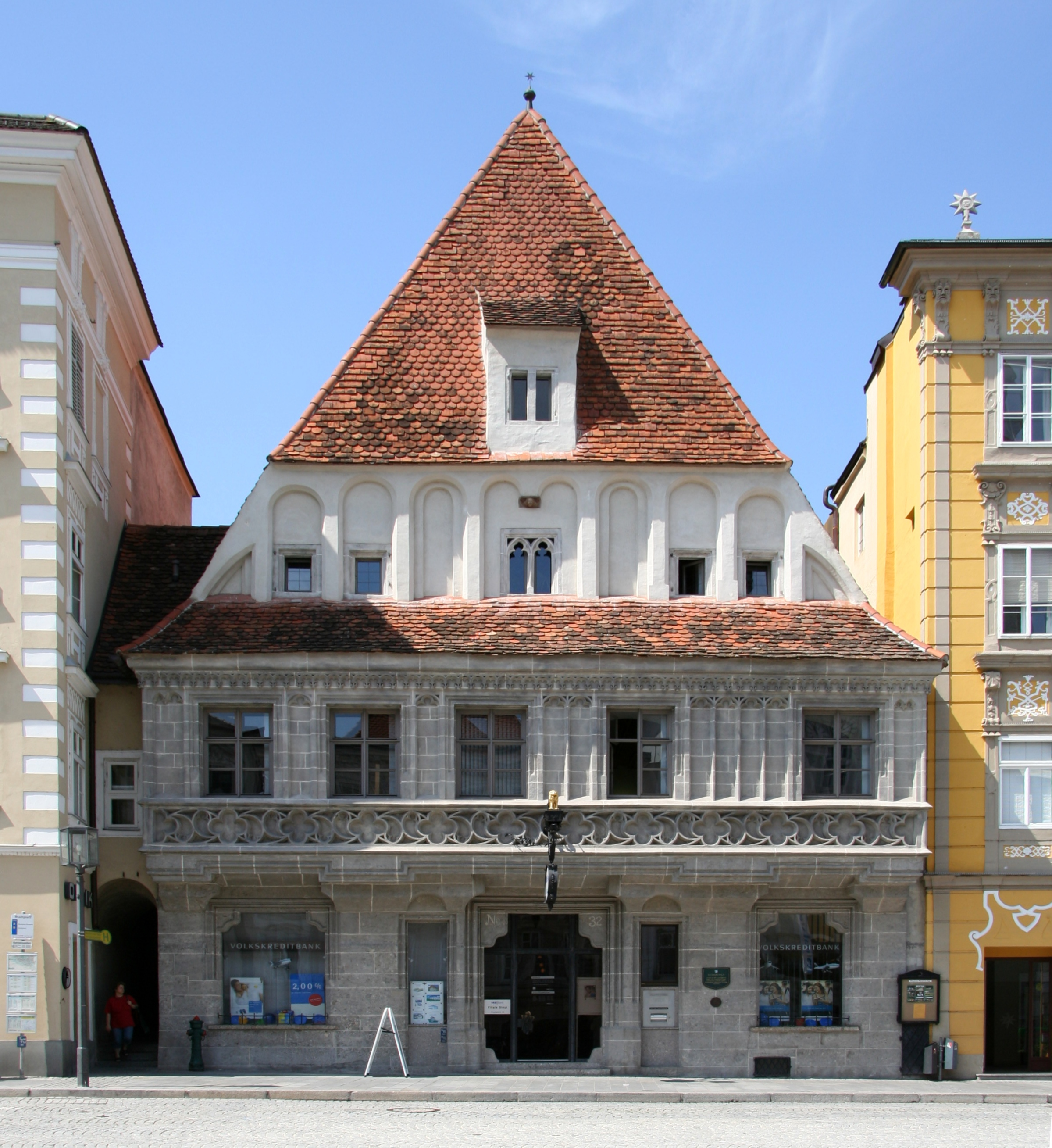
Bummerlhaus in Steyr (August 2005)

- Wallfahrtskirche Allerheiligen im Mühlkreis, dreischiffiges, spätgotisches Langhaus mit barockem Kreuzgratgewölbe.
- Pfarrkirche Arbing, zweischiffig
- Pfarrkirche Berg an der Krems, spätgotisch
- Braunau
  - Spitalkirche[2], zweischiffige Hallenkirche
  - Stadtpfarrkirche St. Stephan, 1439–1466; spätgotische Hallenkirche, Turm ab 1492, Haube 1752
- Stadtpfarrkirche Eferding, 1451–1505; Pseudobasilika, Südportal, doppelarmige Wendeltreppe
- Pfarrkirche in Eggelsberg, um 1420–1436, zweischiffig
- Pfarrkirche St. Marien in Enns
- Wallfahrtskirche Frauenstein, spätgotisch
- Freistadt
  - Liebfrauenkirche in, seit 1345, ab 1440 in Freistädter Gotik wieder aufgebaut und seitdem kaum verändert
  - Stadtpfarrkirche, im 13. Jahrhundert als romanische Kirche errichtet, im 14. und 15. Jahrhundert gotisiert
- Pfarrkirche Gramastetten, zweischiffige spätgotische Hallenkirche
- Pfarrkirche St. Martin in Handenberg, zweischiffig
- Pfarrkirche Königswiesen, zweischiffig, Schlingrippengewölbe von 1520
- Veitskirche in Bad Kreuzen, zweischiffig
- Valentinskirche in Laakirchen, zweischiffig durch Mittelsäule, aber unter der Empore vier- und über der Empore dreischiffig
- Martinskirche in Linz, ursprünglich romanisch, im 15. Jahrhundert gotisiert
- Pfarrkirche St. Nikolaus in Mauthausen, zweischiffig
- Pfarrkirche in Pischelsdorf am Engelbach, 1392–1419, interessanter Chor und reiche Sternrippengewölbe
  - Wallfahrtskirche Hart mit einer der ältesten Orgeln in Österreich
- Pfarrkirche St. Peter und Paul in Ried im Innkreis, zweischiffig, nach Barockisierung nur noch wenige gotische Details
- Pfarrkirche St. Remigius in Ried in der Riedmark, zweischiffig
- Pfarrkirche St. Ägidius in Schenkenfelden, zweischiffig, nur noch Turm gotisch
- Pfarrkirche Seewalchen am Attersee, 1439–1486
- Margarethenkirche in Sipbachzell, 1478
- Steyr,
  - Bummerlhaus in gilt als einer der schönsten gotischen Profanbauten Österreichs
  - Stadtpfarrkirche St. Ägidius und Koloman, 1443–1636, Werk der Wiener Dombauhütte
  - Dunklhof, Bürgerhaus aus dem 15. Jahrhundert
- Johanniskirche in Bad Zell, Staffelhalle, ursprünglich romanisch

## Salzburg
- Franziskanerkirche in Salzburg, eine der ältesten Kirchen Salzburgs, romanisches Langhaus, gotischer Hallenchor um 1410–1460; Turm 1496–1498; Kapellen, Altar und Westfassade großteils barock
- Dekanatspfarrkirche St. Johann im Pongau, erst 1876 fertiggestellt

## Steiermark

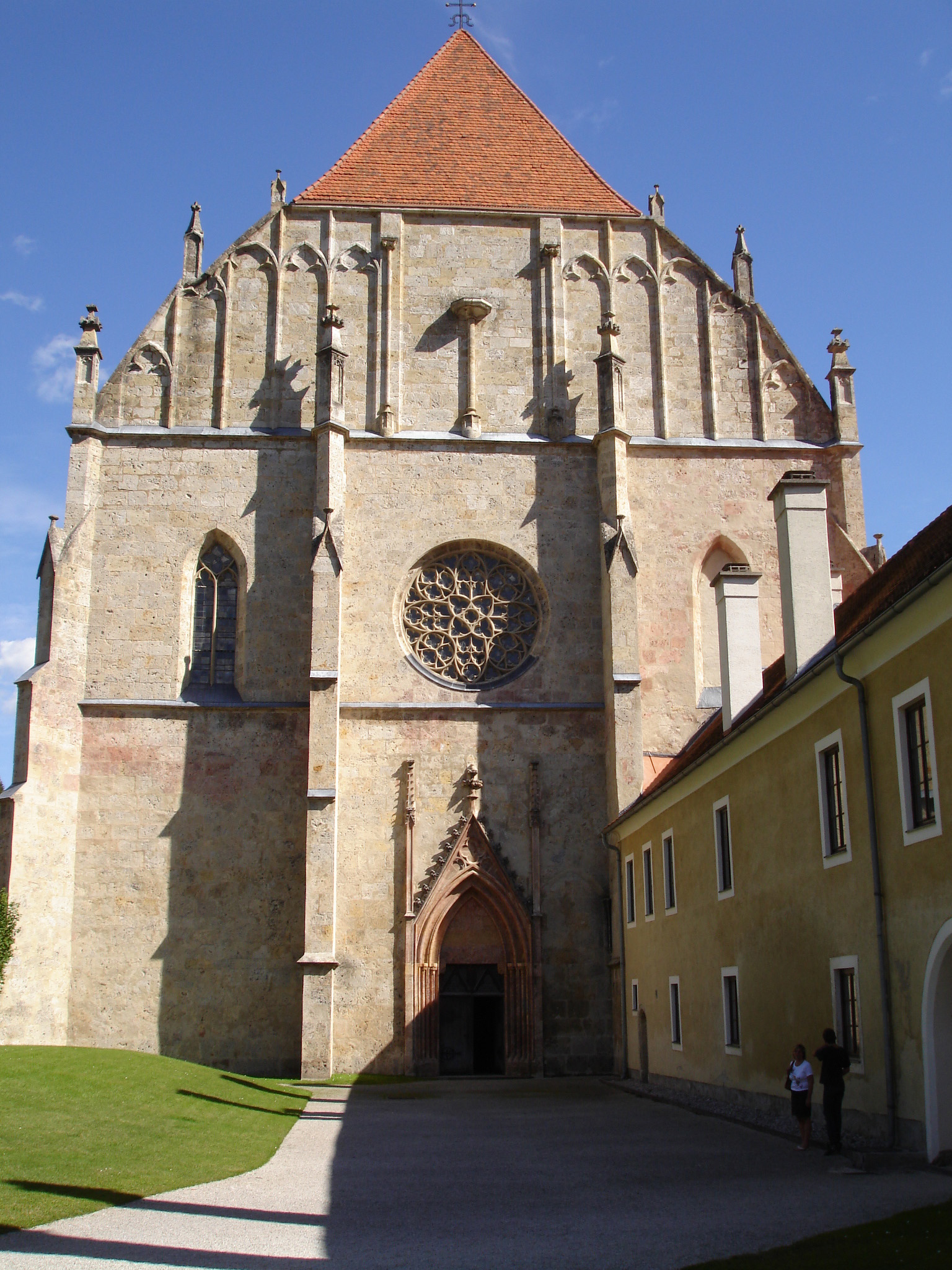
Stift Neuberg

- Kornmesserhaus in Bruck an der Mur, 1499–1505, wird oft als schönster gotischer Profanbau Österreichs bezeichnet
- Minoritenkirche in Bruck an der Mur, vermutlich um 1272 erbaut, Langchorkirche; bedeutende gotische Fresken, Grab des „letzten Minnesängers“ Hugo von Montfort; später barockisiert
- St. Ruprecht in Bruck an der Mur, vor allem für Fresken aus der Zeit um 1416 bekannt
- Pfarrkirche St. Oswald in Eisenerz, 15. bis 16. Jahrhundert, Befestigungsanlagen 1532–1534, größte Kirchenburg der Steiermark; markante Westempore (1513–1517)
- Maria Trost in Fernitz, 1506–1514, bemerkenswerte Gewölbelösung im Chorbereich.
- Grazer Dom, Neubau 1438–1462, ab 1564 Hofkirche
- Grazer Stadtpfarrkirche, dreischiffige Hallenkirche
- Leechkirche, frühgotisch; die älteste Kirche in Graz
- Maria Straßengel in Judendorf-Straßengel, 1346–1355, Wallfahrtskirche, eines der bedeutendsten Bauwerke der Hochgotik in Österreich, filigraner Turm 1355–1366, 77 erhaltene Fenster mit Glasmalereien (14. Jahrhundert)
- Stadtpfarrkirche Murau hl. Matthäus, 1284–1296
- Stift Neuberg in Neuberg an der Mürz, gegründet 1327, ehemaliges Zisterzienserstift, konnte seinen mittelalterlichen Charakter weitestgehend erhalten (was für Österreich ungewöhnlich ist); Pfarrkirche (14. bis 15. Jahrhundert) mit gewaltigem Dachstuhl, berühmte Statue „Neuberger Madonna“; Kreuzgang, geweiht 1344
- Burg Strechau bei Lassing, um 1040 errichtet, im 15. bis 17. Jahrhundert umgebaut

## Tirol
- Hall in Tirol

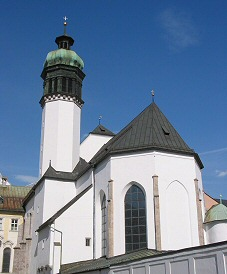
Hofkirche in Innsbruck

  - Burg Hasegg, 1482–1489, Münzerturm 1489, Kapelle 1515–1519
  - Pfarrkirche St. Nikolaus in Hall in Tirol
- Pfarrkirche Mariä Himmelfahrt in Imst, 1462 bis 1493, Hallenkirche, Ziergiebel
- Goldenes Dachl in Innsbruck, 1497 oder 1498–1500, Prunkerker mit 2657 feuervergoldeten Kupferschindeln
- Hofkirche in Innsbruck, erbaut als Grabmal für Kaiser Maximilian I.
- Schwaz
  - Pfarrkirche zu Unserer Lieben Frau, 1460–1478, gilt als bedeutendster gotischer Kirchenbau Tirols; vierschiffige Hallenkirche mit fünfstöckigem gotischem Dachstuhl, Dach gedeckt mit 15.000 Kupferplatten (1508–1510)
  - Friedhofskapelle, 1504–1506[3]
- Schloss Tratzberg in Stans, Talseite, Osttrakt und Torbau 1500–1515, später Renaissancezubauten.
- St. Adolari, Kapelle am Pillersee

## Vorarlberg
- Kristbergkirche in Silbertal, um 1400 erbaut
- Pfarrkirche in Damüls, laut Inschrift im Chor „1484 roll maiger von roetis maister disbus“, bedeutende spätgotische Seccomalereien.[4]

## Wien

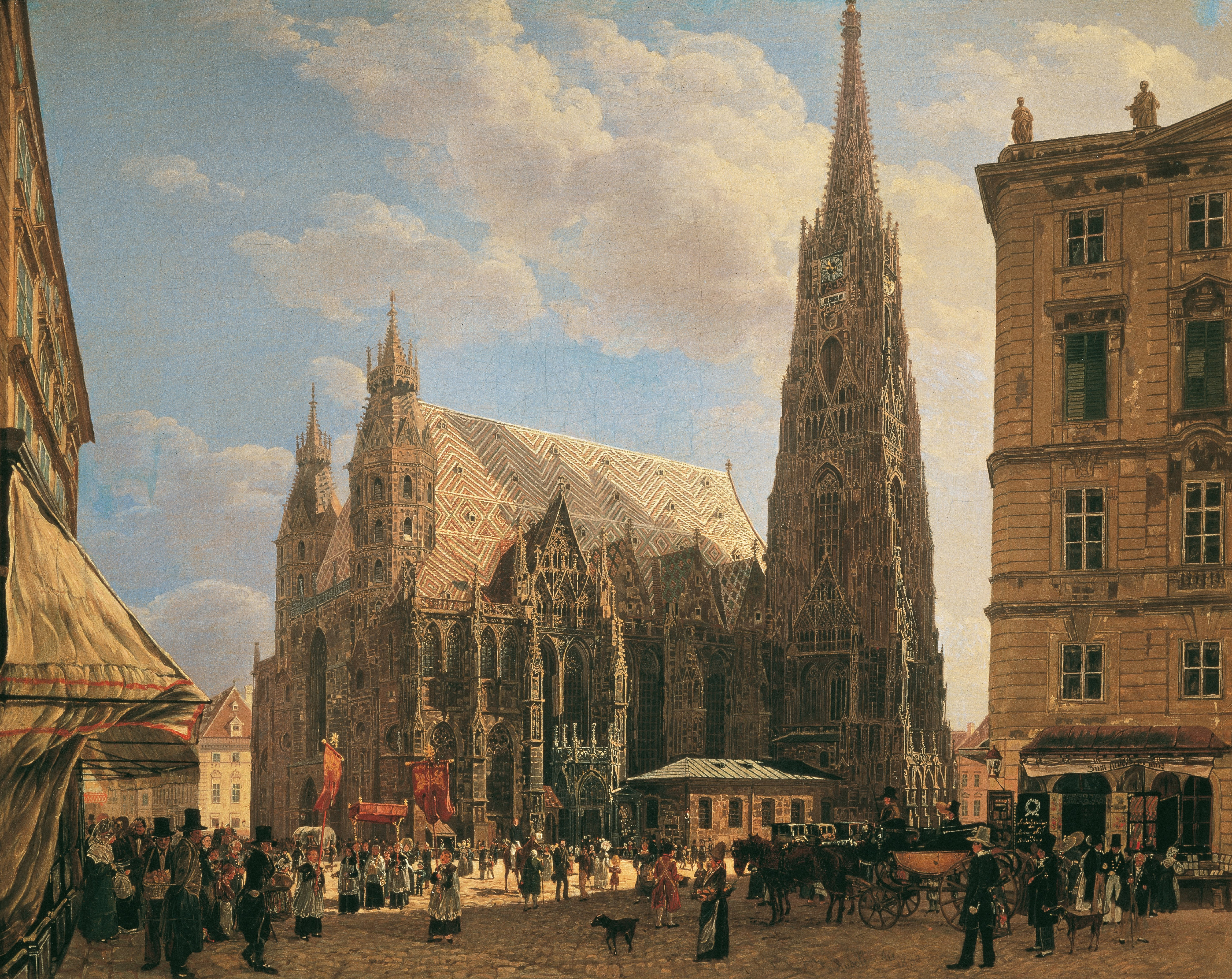
Stephansdom (Gemälde von Rudolf von Alt, 1832)

- Augustinerkirche, 1330–1339 unter Dietrich Landtner von Pirn erbaut, 1349 geweiht; später in die Hofburg integriert, ab 1634 kaiserliche Hofpfarrkirche; barockisiert und regotisiert
- Kirche am Hof, 1386–1403, dreischiffige Hallenkirche
- Malteserkirche, im 15. Jahrhundert erbaut
- Maria am Gestade, mit charakteristischem durchbrochenem Turmhelm
- Pfarrkirche Mauer, im 15. Jahrhundert erbaut, Umbauten im 20. Jahrhundert
- Wiener Minoritenkirche, eine der ersten gotischen Kirchen in Ostösterreich
- Stephansdom: 1304–1340 dreischiffiger Albertinischer Chor, 1439–1455 Langhaus als Staffelhalle; Südturm höchster Kirchturm Österreichs, 136,7 Meter hoch, 1433 vollendet; bedeutende Reliefs am Singer- und Bischofstor, um 1370
- Spinnerin am Kreuz: Ende des 14. Jahrhunderts errichtete Steinsäule
- Deutschordenskirche in Wien